# Jogodalu
Jogodalu is een bestuurslaag in het regentschap Gresik van de provincie Oost-Java, Indonesië. Jogodalu telt 3901 inwoners (volkstelling 2010).